# Stazione di Cercina
La stazione di Cercina era una fermata ferroviaria posta sulla ferrovia Faentina, a servizio dell'omonimo centro abitato, frazione del comune di Sesto Fiorentino.

## Storia
La fermata di Cercina fu attivata nel 1999. Venne soppressa il 29 luglio 2012.

## Strutture e impianti
La fermata era dotata di un solo binario e un parcheggio scambiatore gratuito, utilizzato in caso di feste paesane.

## Servizi
La stazione disponeva di:
- Accessibilità per portatori di handicap
- Parcheggio di scambio